# 鲁日蒙托
鲁日蒙托（法語：Rougemontot，法語發音：[ʁuʒmɔ̃to]）是法国杜省的一个市镇，属于贝桑松区。

## 地理
鲁日蒙托（47°23'51"N, 6°15'46"E）面积4.25 平方千米，位于法国勃艮第-弗朗什-孔泰大區杜省，该省份为法国东部内陆省份，北起上索恩省，西接汝拉省，东部及东南部与瑞士接壤，东北部与贝尔福地区省接壤。
与鲁日蒙托接壤的市镇（或旧市镇、城区）包括：拉布勒特尼耶尔、巴特南莱米讷、桑德雷、瓦勒德鲁朗、维莱格雷洛。

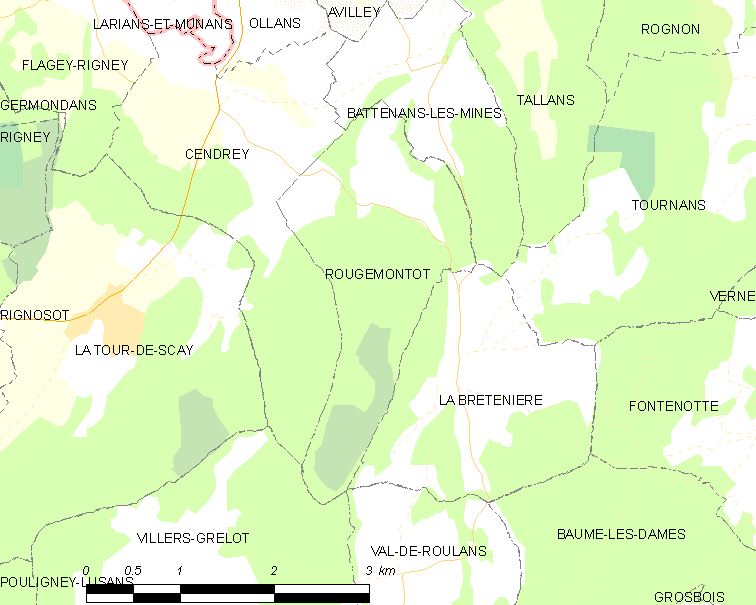
鲁日蒙托的OSM定位图

鲁日蒙托的时区为UTC+01:00、UTC+02:00（夏令时）。

## 行政
鲁日蒙托的邮政编码为25640，INSEE市镇编码为25506。

## 政治
鲁日蒙托所属的省级选区为博姆莱达姆县。

## 人口

1962-2008年间鲁日蒙托人口变化图示

鲁日蒙托于2022年1月1日时的人口数量为89人。